# Strjama (vattendrag)
Strjama (bulgariska: Стряма) är en biflod till Maritsa i Bulgarien. Källan ligger i Balkanbergen och utloppet i Maritsa är strax nedströms staden Plovdiv.